# Хозесановское сельское поселение
Хозесановское сельское поселение — муниципальное образование в составе Кайбицкого района Татарстана.
Образовано в соответствии с законом Республики Татарстан от 31 января 2005 г. № 25-ЗРТ «Об установлении границ территорий и статусе муниципального образования „Кайбицкий муниципальный район и муниципальных образований в его составе“ (с изменениями от 29 декабря 2008 г.)».
Административный центр — село Хозесаново.
Хозесановское сельское поселение граничит с Большеподберезинским, Молькеевским сельскими поселениями и Чувашской Республикой.
Адрес администрации: 422326, Республика Татарстан, Кайбицкий район, село Хозесаново.

## Населённые пункты
- село Хозесаново — административный центр
- село Турминское
- деревня Кушкуль
- посёлок Александровка

## Население
| 2010 | 2011 | 2012 | 2013 | 2014 | 2015 | 2016 |
| ---- | ---- | ---- | ---- | ---- | ---- | ---- |
| 929  | ↘927 | ↘915 | ↘897 | ↘890 | ↘879 | ↘874 |
| 2017 | 2018 |      |      |      |      |      |
| ↘863 | ↘843 |      |      |      |      |      |